# Arlindo Batista Leoni
Arlindo Batista Leoni (Barra, 29 de janeiro de 1869 — Rio de Janeiro, 6 de setembro de 1936) foi um político brasileiro. Exerceu o mandato de deputado federal constituinte pela Bahia em 1934. Seus pais foram Manuel Batista Leoni e de Messias Valedici de Sousa Leoni.

## Formação acadêmica
Começou estudando em Salvador no Colégio D. Pedro II. No ano de 1886, formou-se bacharel em Ciências Jurídicas e Sociais pela Faculdade de Direito de Recife.

## Carreira política
Entrou na política em 1887, como promotor público da região de Brejo Grande - conhecida hoje como Ituaçu - no estado da Bahia. Em 1890, tornou-se juiz municipal de Pombal - atualmente, é a região de Ribeira do Pombal -, no mesmo estado. Ficou nesse cargo até 1892, quando virou juiz de direito dos municípios de Paraguaçu, Bom Conselho (atual Cícero Dantas), Juazeiro, Maragojipe e Valença.
Foi eleito senador estadual da Bahia no ano de 1910. Dois anos depois, em 1912, renunciou o cargo de senador e tornou-se deputado federal do mesmo estado. Arlindo foi reeleito nos seguintes pleitos: 1915, 1918 e 1921. Durante esse período, recebeu apoio do político José Joaquim Seabra e participou da Comissão de Constituição e Justiça e da Comissão de Finanças.
Participou, em 1933, da fundação do Partido Social Democrático da Bahia. No mesmo ano, foi eleito deputado baiano para a Assembléia Nacional Constituinte. No ano seguinte, se tornou deputado federal pela Bahia.

#### Eleição não reconhecida
Nas eleições de 1923, Arlindo se candidatou para a vaga de senador, na Bahia, aliado ao Partido Republicano Democrático (PRD). Essa candidatura foi uma tentativa de preencher a vaga que ficou aberta após a morte de Ruy Barbosa, em 1 de março do mesmo ano. A sua eleição não foi reconhecida pelo Senado Federal e a vitória foi de Pedro Lago, candidato com ligação a Concentração Republicana da Bahia (CRB).